# Humaitá (Rio Grande do Sul)
Humaitá is een gemeente in de Braziliaanse deelstaat Rio Grande do Sul. De gemeente telt 4.999 inwoners (schatting 2009).

## Aangrenzende gemeenten
De gemeente grenst aan Boa Vista do Buricá, Bom Progresso, Campo Novo, Crissiumal, Nova Candelária, Sede Nova en Três Passos.

## Verkeer en vervoer
De plaats ligt aan de wegen BR-472 en RS-207.